# روني عريجي
ريمون جوزيف عريجي مواليد زغرتا عام 1965 ، في عام 1988 حاز إجازة في الحقوق من جامعة القديس يوسف. و في عام 1989 حاز ديبلوم دراسات عليا في القانون الخاص من جامعة القديس يوسف في بيروت. عضو مؤسس في تيار المردة وعضو المكتب السياسي ومنسق العلاقات الخارجية في التيار. شغل وزير الثقافة في حكومة الرئيس تمام سلام و هو من كتلة تيار المردة.